# La Montagne Sainte-Victoire vue de Bellevue
La Montagne Sainte-Victoire vue de Bellevue est une peinture du peintre français Paul Cézanne, créée vers 1885.

## Description
La Montagne Sainte-Victoire vue de Bellevue est une peinture à l'huile sur toile. Comme son titre l'indique, elle représente la montagne Sainte-Victoire.
Au premier plan, nous voyons de la végétation vert foncé et jaune orangé avec quelques habitations ocre et des champs de céréales à gauche des habitations.
Au second plan, nous apercevons des habitations au pied de la montagne ainsi que le viaduc de la vallée de l'Arc à droite du tableau.
Et enfin à l'arrière-plan, nous voyons la montagne Sainte-Victoire avec des touches de verdure, de rouge et d'ocre ainsi que le ciel bleu recouvert de quelques nuages sur les côtés de la montagne. Paul Cézanne peint la Sainte-Victoire dans bon nombre de tableaux.

## Historique

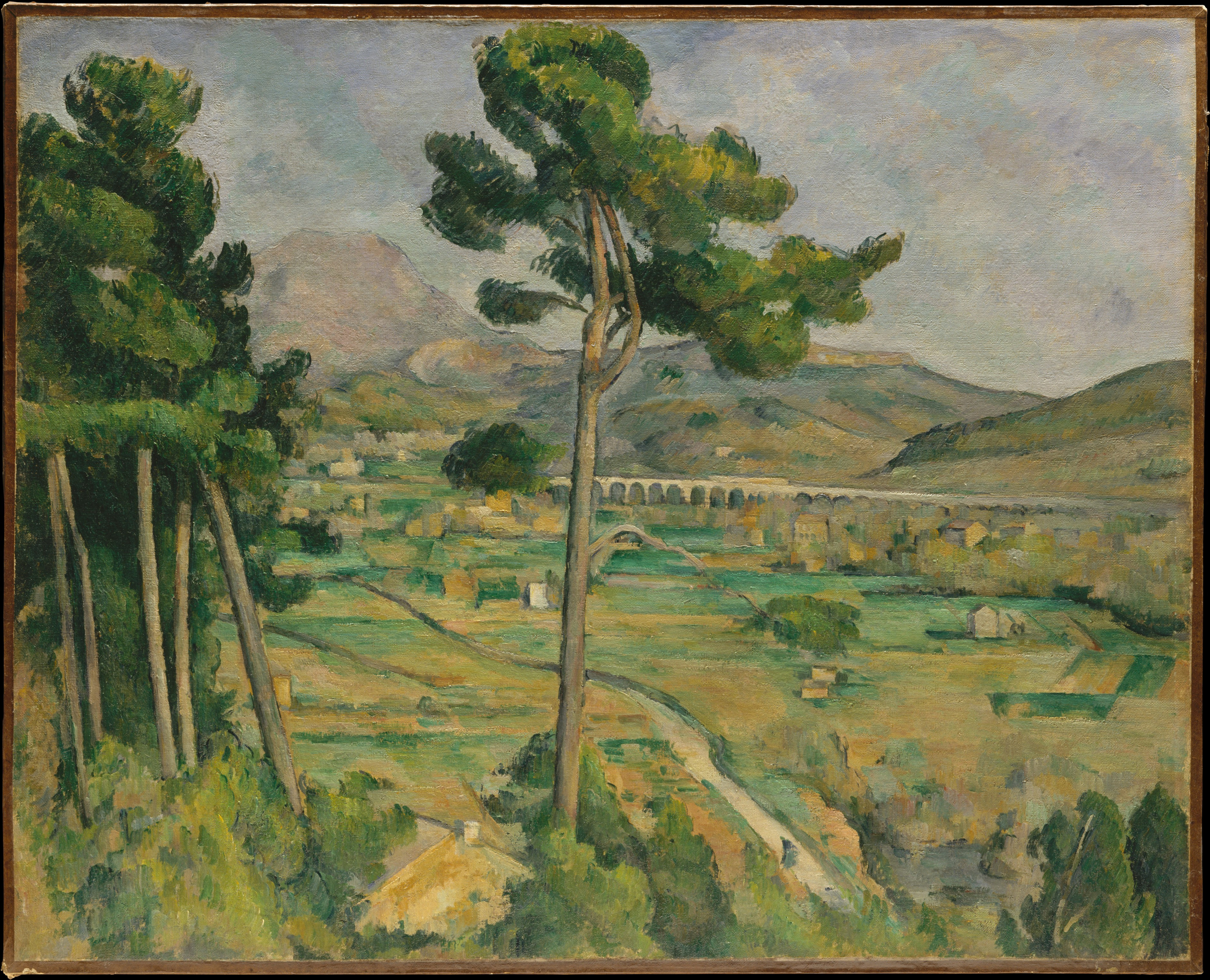
La Montagne Sainte-Victoire et le viaduc de la vallée de l'Arc (1882-1885), autre représentation du même paysage par Cézanne.

Paul Cézanne peint l'œuvre vers 1885. Cézanne est alors installé à Gardanne, près d'Aix-en-Provence. La montagne Sainte-Victoire, qui se détache du paysage environnant, est visible de sa maison. Il la représente dans près de 80 œuvres, pour moitié à l'aquarelle.
Lors de la vente aux enchères de la collection de Paul Allen en 2022, l’œuvre est acquise pour 138M$